# Brilvireo
De brilvireo (Vireo solitarius) is een zangvogel uit de familie Vireonidae (vireo's).

## Verspreiding en leefgebied
Deze vogel broedt in het noorden van Noord-Amerika en trekt na de broedtijd naar de zuidoostelijk Verenigde Staten en Midden-Amerika. Er zijn twee ondersoorten:
- V. s. solitarius: van westelijk-centraal Canada tot de noordoostelijke Verenigde Staten.
- V. s. alticola: de zuidelijke Appalachen (zuidoostelijke Verenigde Staten).

## Status
De grootte van de populatie is in 2019 geschat op 13 miljoen volwassen vogels. Op de Rode lijst van de IUCN heeft deze soort de status niet bedreigd.